# Spore, Zachodniopomorskie
Spore [ˈspɔrɛ] là một ngôi làng thuộc khu hành chính của Gmina Szczecinek, thuộc huyện Szczecinecki, Zachodniopomorskie, ở phía tây bắc Ba Lan. Nó nằm khoảng 10 kilômét (6 mi) phía bắc Szczecinek và 146 km (91 mi) về phía đông của thủ đô khu vực Szczecin.